# Anninskoje

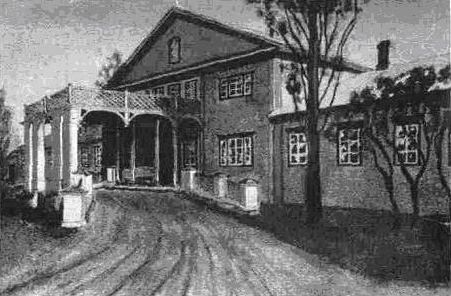
Dwór Korsaków w Anińsku w 1915 roku

Anninskoje (ros. Аннинское; hist. Anińsk) – wieś w Rosji, w rejonie siebieskim obwodu pskowskiego, nad jeziorem Annińskim, około 17 km na południowy wschód od Siebieża.

## Historia
Dobra te, nazywane Wolino, należały do województwa połockiego Rzeczypospolitej. Po I rozbiorze Polski w 1772 roku znalazły się na terenie Imperium Rosyjskiego i przeszły na własność Rosjanina Bakunina. W 1798 roku Wolino zostało kupione przez polskiego szlachcica Trojana Korsaka. Pierwotną siedzibą Korsaków były Dziernowicze, położone również w województwie połockim i również skonfiskowane przez władze carskie.
Synem Trojana był Euzebiusz, marszałek siebieski, a jego najstarszą córką była Aniela. Po jej urodzeniu (około 1806 roku) Euzebiusz zmienił nazwę majątku na Anińsk. W rękach rodziny Korsaków Anińsk pozostał do 1917 roku. Po Euzebiuszu właścicielem Anińska był Piotr, również marszałek siebieski, powstaniec listopadowy (zm. w 1855 roku), po nim Bronisław (zm. w 1914 roku). Bronisław podzielił Anińsk między swoich troje dzieci. Siedzibę rodu i folwark z zabudowaniami otrzymał jego starszy syn, Bogdan (albo Bohdan, ur. w 1875 roku). W latach 80./90. XIX wieku we wsi działały: gorzelnia, cegielnia i młyn.
W 1847 roku w Anieńsku i okolicy wystąpiły rozruchy chłopskie, spowodowane pogłoską, że w ramach wynagrodzenia za 3 lata pracy przy budowie kolei chłopi zostaną uwłaszczeni. W wyniku tej plotki chłopi wzięli sprawy we własne ręce, opuszczając pracę i grabiąc majątki, na których pracowali. W sumie w rozruchach wzięło udział około 2700 osób. Po około 3 tygodniach porządek został siłą przywrócony.
W 1906 roku we wsi mieszkało 187 osób.
W czasie I wojny światowej u Korsaków mieszkali Eugeniusz i Zofia Romerowie.
W 1917 roku Anińsk znalazł się w ZSRR. W 1930 roku działał tu sowchoz „Wola”.

## Dawny dwór
Korsakowie, nabywszy majątek, zastali w nim mały, murowany dworek. Euzebiusz Korsak wybudował obok znacznie obszerniejszy, choć drewniany dwór, który przetrwał do rewolucji październikowej. Dwór miał charakter trójczłonowy: środkowa część była piętrowa, dwa boczne człony były parterowe. Głównym akcentem elewacji frontowej był reprezentacyjny, kryty podjazd: powozy podjeżdżały pod obszerny balkon wsparty na 4 kolumnach. Od strony ogrodu znajdował się duży taras wsparty na półkolistych arkadach.
Po obu stronach wielkiego frontowego gazonu znajdowały się podłużne oficyny. Ponadto w pobliżu stały: zabytkowy spichlerz i lodownia.
Dwór był przepięknie usytuowany, około 100 m od brzegów jeziora Anińskiego. Na półwyspie jeziora rozciągał się sad otoczony dzikim ogrodem. Jezioro składa się z dwóch części połączonych ze sobą wąskim przesmykiem, przez który przerzucono drewniany mostek. Tuż przy mostku znajdowała się sześcioboczna unicka kaplica. Na środku jeziora znajduje się wyspa, na której często spożywano podwieczorki.
W połowie drogi między dworem a gorzelnią stał rodzinny grobowiec o trzech murowanych nawach, przykryty od góry ziemią i trawą.
Obecnie istnieje tu ruina jednego z dworów, zrujnowana oficyna, ruiny stajni, fundamenty drugiego dworu i zdegradowany, dziki park. Stanowią one tzw. zabytek o lokalnym znaczeniu o nazwie „Park dworski imienia Bakuninów”.
Majątek w Anińsku został opisany w 1. tomie Dziejów rezydencji na dawnych kresach Rzeczypospolitej Romana Aftanazego.